# Kurów (gemeente)
De gemeente Kurów is een landgemeente in het Poolse woiwodschap Lublin, in powiat Puławski.
Gemeente Kurów Grenst aan de gemeenten: Żyrzyn, Abramów, Markuszów, Nałęczów, Wąwolnica en Końskowola. Op 30 juni 2004 telde de gemeente 7906 inwoners. De zetel van de gemeente is in Kurów, met 2800 inwoners.

## Oppervlakte gegevens
In 2002 bedroeg de totale oppervlakte van gemeente Kurów 101,3 km², waarvan:
- agrarisch gebied: 74%
- bossen: 18%

De gemeente beslaat 10,86% van de totale oppervlakte van de powiat.

## Demografie
Stand op 30 juni 2004:
| Omschrijving                   | Totaal | Totaal | Vrouwen | Vrouwen | Mannen | Mannen |
| ------------------------------ | ------ | ------ | ------- | ------- | ------ | ------ |
| eenheid                        | aantal | %      | aantal  | %       | aantal | %      |
| inwoners                       | 7906   | 100    | 4030    | 51      | 3876   | 49     |
| bevolkingsdichtheid (inw./km²) | 78     | 78     | 39,8    | 39,8    | 38,3   | 38,3   |

In 2002 bedroeg het gemiddelde inkomen per inwoner 1138,44 zł.

## Plaatsen
- Barłogi
- Bronisławka
- Brzozowa Gać
- Buchałowice
  - Kolonia Buchałowice
- Choszczów
- Dęba
  - Mała Dęba
  - Paluchów
  - Węgielnica
- Klementowice
  - Kolonia Klementowice
- Kłoda
  - Mała Kłoda
- Kozi Bór
- Kurów
  - Kolonia Józefów
- Łąkoć
- Marianka
- Olesin
  - Kolonia Olesin
- Płonki
  - Góry Olesińskie
  - Kalinówka
  - Kolonia Płonki
- Posiołek
- Szumów
  - Podbórz
  - Wygoda
- Wólka Nowodworska
  - Kolonia Nowy Dwór
- Zastawie